# Charles de Rougé
Charles de Rougé, né le 26 juillet 1892 au château des Essarts, en Vendée, et mort le 1er octobre 1983 à Férolles-Attilly, est un aviateur et un inventeur français. Il est notamment l'inventeur de l'avion Élytroplan,.

## Enfance et jeunesse
Issu d'une famille originaire de l'Anjou (Roche-Diré), la famille de Rougé, Charles de Rougé naît le 26 juillet 1892 au château familial des Essarts en Vendée. Il fait ses études à Paris (baccalauréat lettres, allemand et anglais). Il complète ses études avec un abbé passionné par la vie des insectes et en particulier l'observation des élytres. Là se situe la source des découvertes que fit plus tard Charles de Rougé.
De 1907 à 1909 : au moment de l'essor de l’aviation, Charles de Rougé a seize ans et il entre en contact avec les pionniers de l'époque : Gabriel Voisin, Paul Cornu, Suzani. Dès cette époque, il construit lui-même trois planeurs.
En 1912, il construit un grand biplan motorisé. À vingt ans, il présente un hélicoptère monorotor.

## La guerre de 1914-1918
Pendant la Grande Guerre, de 1915 à 1916, il quitte les cuirassiers et s'engage dans l'aviation. Il obtient son brevet de pilote au Centre école de Pau Pont-Long. Il est affecté à l'escadrille C.31, sous le commandement du commandant Fabre et vole sur des Caudron G IIL puis G IV. À cette époque, il obtient la Croix de guerre à la suite d'une mission qu'il effectue au-dessus du fort de la Pompelle et il entre chez Caudron comme pilote d'essai. Il y fait de nombreuses observations sur les accidents dus au manque de stabilité des appareils en vol.

## Entre-deux-guerres
En 1919, à la fin de la guerre, il quitte l'aviation et fonde un foyer. Pendant dix ans il s'occupera d'agriculture, après des études faites à l'école d'agriculture d’Angers, et à ses moments de loisirs, il construit des maquettes d’expérimentation en aérodynamique.
En 1928, Charles de Rougé découvre la « stabilisation aérienne surélevée ».
En 1930, il présente son invention au congrès de la sécurité aérienne qui se tient au Bourget sous la présidence de Louis Blériot. Il construit le premier Elytroplan, appareil motorisé doté du stabilisateur surélevé. Le 14 mars 1932, il effectue à Guyancourt un décollage réussi démontrant la stabilisation totale de l’appareil.
- En 1934, il construit et effectue avec succès des vols avec un planeur, le Kersaint, qui suscite l'aide de Henry Farman[8].
- En 1935, sous l'égide de la société anglaise Pollopas, il construit un deuxième Elytroplan motorisé, doté du stabilisateur Crocodile. Cet appareil, qui fut piloté par Emmanuel Dormandrail, effectue le 1er septembre 1936 plus de cinquante vols satisfaisants[9].

En 1937, il réalise le planeur Elytroplan à stabilisateur horizontal, en association avec son neveu Jacques de Chabrillan ainsi que Victor Bouffort et Decroix,. Cet appareil fut caché en 1943, pendant toute la dernière guerre au château de Neuville-sur-Oise, et vient d'être restauré sous l’impulsion de Bertrand d’Harambure.
En 1938, il commence la construction de deux autres Elytroplan Bouffort Lantrès, mais du fait des événements ces appareils furent détruits en 1943.

## La Seconde Guerre mondiale
En 1939, Charles de Rougé est mobilisé le 1er septembre et est affecté au service du colonel Vallée pour la réalisation d’un projectile téléguidé d’artillerie, Elytroplan, dont il réalise les deux prototypes à ses frais, (missiles à moteur). Mais ces projectiles tombèrent aux mains des occupants[réf. souhaitée].
En 1940, il est convoqué à Paris dans les bureaux de la Luftwaffe où le Doktor Paul, chasseur de cerveaux, lui demande de venir travailler en Allemagne. Les Allemands avaient en effet étudié et enregistré tous ses brevets.[réf. souhaitée] Charles de Rougé refuse cette proposition et s'occupe alors de diriger, avec Bertrand de Fraguier, le Comité d'aide aux prisonniers de guerre. Ceci le mène jusqu'à la fin de la guerre.

## L'après guerre
En 1946, un nouvel Elytroplan est construit par l'ingénieur Lantrès pour le compte de la société Bronzavia. C'est à cette époque que fut réalisé le journal d’aéronautique L'Aile française consacré au développement des Elytroplans et aux recherches des novateurs et inventeurs non conformistes. En juin 1946, la soufflerie de Saint-Maur-des-Fossés chez Gourdou-Leseurre fit une série d’essais et de mesures jamais subis par un Elytroplan. Il fut constaté :
- Une bonne stabilité longitudinale,
- Une conservation de la stabilité,
- Une bonne stabilité au roulis,
- Une finesse et une portance maximum en vol enfoncé.

En 1947, un Elytroplan appelé Elion Bouret est construit par Bouffort et Lantrès. On lui a attribué la paternité de l’Elytre horizontal et de l’Elytre vertical.
Un film du vol de l'appareil le Pollopas est présenté et gardé par le National Air and Space Museum de Washington, D.C..
En 1953, il fait procéder à un arrêt-saisie au salon du Bourget de tous les appareils français à stabilisateur. Il s'ensuit de nombreux procès, cependant les constructions continuent :
- En 1955, Elytroplan construit par la société Fouga, ingénieur monsieur Payen.
- En 1960, Elytroplan construit par la Société Giraud et Castex, vols jugés parfaits.

De 1960 à 1970, Charles de Rougé fit d'autres inventions :
- Elyettes : planeurs libres ou tractés de construction simple et légère.
- Hydroplaneurs Elytroplan.

Charles de Rougé s'est éteint à Férolles-Attilly près de Paris le 1er octobre 1983, à l'âge de 92 ans. Il est enterré au Cimetière du château, Les Essarts.